# Elisavet Pesiridou
Elisavet Pesiridou (griechisch Ελισάβετ Πεσιρίδου; * 12. Februar 1992 in Katerini) ist eine griechische Leichtathletin, die sich auf den 100-Meter-Hürdenlauf spezialisiert hat.

## Sportliche Laufbahn
Erste internationale Erfahrungen sammelte Elisavet Pesiridou im Jahr 2009, als sie bei den Jugendweltmeisterschaften in Brixen mit 13,94 s im Halbfinale ausschied. 2011 scheiterte sie bei den Junioreneuropameisterschaften in Tallinn mit 14,41 s ebenfalls im Vorlauf und auch 2013 kam sie bei den U23-Europameisterschaften in Tampere 13,59 s nicht über die erste Runde hinaus. Im Jahr darauf gewann sie bei den Balkan-Hallenmeisterschaften in Istanbul in 8,32 s die Silbermedaille über 60 m Hürden und bei den Freiluftmeisterschaften in Zürich gewann sie in 13,82 s die Bronzemedaille und siegte mit der griechischen 4-mal-100-Meter-Staffel in 44,76 s. Kurz darauf schied sie bei den Europameisterschaften in Zürich mit 13,27 s in der Vorrunde aus und auch mit der Staffel verpasste sie mit 43,81 s den Finaleinzug. 2015 gewann sie bei den Balkan-Hallenmeisterschaften in Istanbul in 8,29 s erneut die Silbermedaille und schied dann bei den Halleneuropameisterschaften in Prag mit 8,36 s im Vorlauf aus. Im Sommer gewann sie dann bei den Balkan-Meisterschaften in Pitești in 13,48 s die Silbermedaille. Ein Jahr später gewann sie bei den Balkan-Hallenmeisterschaften in 8,17 s ein weiteres Mal die Silbermedaille und bei den Freiluftmeisterschaften in Pitești siegte sie mit der Staffel in 44,51 s. Kurz darauf klassierte sie sich bei den Europameisterschaften in Amsterdam in 13,05 s auf dem sechsten Platz und verpasste mit der Staffel mit 44,58 s den Finaleinzug. Daraufhin nahm sie an den Olympischen Spielen in Rio de Janeiro teil, scheiterte dort aber mit 13,10 s in der ersten Runde.
2017 siegte sie bei den Balkan-Hallenmeisterschaften in Belgrad in 8,10 s über 60 m Hürden und schied kurz darauf bei den Halleneuropameisterschaften ebendort mit derselben Zeit im Halbfinale aus. Im August kam sie bei den Weltmeisterschaften in London mit 13,14 s nicht über die erste Runde hinaus. Im Jahr darauf gewann sie bei den Balkan-Hallenmeisterschaften in Istanbul in 8,21 s die Bronzemedaille und kam kurz darauf bei den Hallenweltmeisterschaften in Birmingham in der Vorrunde nicht ins Ziel. Bei den Mittelmeerspielen in Tarragona in 13,30 s die Silbermedaille hinter der Kroatin Andrea Ivančević und anschließend gewann sie bei den Balkan-Meisterschaften in Stara Sagora in 13,04 s die Silbermedaille und siegte mit der Staffel in 45,43 s. Daraufhin schied sie bei den Europameisterschaften in Berlin mit 13,00 s im Halbfinale aus und schied mit der Staffel mit 44,48 s in der Vorrunde aus. 2019 siegte sie bei den Balkan-Meisterschaften in Prawez in 13,11 s und im Jahr darauf gewann sie bei den Balkan-Hallenmeisterschaften in Istanbul in 8,20 s die Silbermedaille. 2021 scheiterte sie dann bei den Halleneuropameisterschaften in Toruń mit 8,31 s in der ersten Runde und Ende Juni siegte sie in 13,06 s bei den Balkan-Meisterschaften in Smederevo. Über die Weltrangliste qualifizierte sie sich erneut für die Olympischen Sommerspiele in Tokio und erreichte dann dort im Vorlauf nicht das Ziel.
2022 belegte sie bei den Balkan-Hallenmeisterschaften in Istanbul in 8,23 s den vierten Platz über 60 m Hürden und schied anschließend bei den Hallenweltmeisterschaften in Belgrad mit 8,30 s in der ersten Runde aus. Anfang Juni siegte sie in 13,33 s bei der Filothei Women Gala und anschließend sicherte sie sich bei den Balkan-Meisterschaften in Craiova in 13,29 s die Bronzemedaille hinter ihrer Landsfrau Anais Karagianni und Anja Lukić aus Serbien und mit der Staffel siegte sie dort in 44,56 s. Anschließend gewann sie bei den Mittelmeerspielen in Oran in 13,23 s die Bronzemedaille hinter der Französin Solenn Compper und Nicla Mosetti aus Italien. Im August schied sie bei den Europameisterschaften in München mit 13,19 s im Halbfinale über die Hürden aus und verpasste mit der Staffel mit 44,58 s den Finaleinzug. Im Jahr darauf wurde sie bei der 1. Liga der Team-Europameisterschaft im Rahmen der Europaspiele in Chorzów in 13,22 s Sechste über 100 m Hürden und gelangte mit der 4-mal-100-Meter-Staffel mit 43,81 s auf Rang drei im B-Lauf. Anschließend belegte sie bei den Balkan-Meisterschaften in Kraljevo in 13,19 s den achten Platz im Hürdensprint. 2024 kam sie bei den Hallenweltmeisterschaften in Glasgow mit 8,28 s nicht über den Vorlauf über 60 m Hürden hinaus. Ende Mai gewann sie bei den Balkan-Meisterschaften in Izmir in 13,17 s die Bronzemedaille über 100 m Hürden hinter der Zyprerin Natalia Christofi und Nika Glojnarič aus Slowenien. Zudem siegte sie in 44,11 s im Staffelbewerb. Kurz darauf schied sie bei den Europameisterschaften in Rom mit 13,32 s in der ersten Runde im Hürdenlauf aus und verpasste mit der Staffel mit 44,23 s den Finaleinzug. Im Jahr darauf schied sie bei den Halleneuropameisterschaften in Apeldoorn mit 8,70 s im Vorlauf über 60 m Hürden aus.
In den Jahren von 2014 bis 2019 sowie von 2021 bis 2024 wurde Pesiridou griechische Meisterin im 100-Meter-Hürdenlauf und sowie 2022 und 2024 in der 4-mal-100-Meter-Staffel. Zudem wurde sie von 2013 bis 2018 sowie von 2020 bis 2022 und 2024 Hallenmeisterin über 60 m Hürden.

## Persönliche Bestzeiten
- 100 Meter Hürdenlauf: 12,93 s (+0,5 m/s), 18. Juni 2016 in Patras
  - 60 Meter Hürdenlauf (Halle): 8,04 s, 19. Februar 2017 in Piräus